# شیپچه
شیپچه (به صربی: Šipče) یک منطقهٔ مسکونی در صربستان است که در توتین، صربستان واقع شده‌است. شیپچه ۷۴ نفر جمعیت دارد.